# ویلیام ام. باتلر
ویلیام ام. باتلر (به انگلیسی: William Morgan Butler) سناتور سابق عضو حزب جمهوری‌خواه ایالات متحده آمریکا بود. وی در سال ۱۹۲۴ تا ۱۹۲۶ میلادی سناتور ایالت ماساچوست در سنای ایالات متحده آمریکا بود.